# Baličevac
Baličevac (cyr. Баличевац) – wieś w Serbii, w okręgu niszawskim, w gminie Merošina. W 2011 roku liczyła 1141 mieszkańców.